# История Вьетнама
В истории Вьетнама прослеживаются следующие основные тенденции: экспансия на юг, географический регионализм (который сложился на основе административного деления или благодаря тому неформальному давлению, которое оказывали провинциальные наместники) и стремление центральной власти контролировать действия местных лидеров, а также на протяжении многих столетий и до начала середины XIX века влияние Китая на вьетнамские дела. Мирных периодов в истории Вьетнама, который до переименования в 1804 году 750 лет носил имя «Дайвьет», было немного.

## Доисторический период

### Археология
- 800 000 лет до н. э. (нижний палеолит) — древнейшие известные во Вьетнаме орудия труда (бифасиальная индустрия), найденные недалеко от города Анкхе в провинции Зялай[1].
- 500 000—300 000 годы до н. э. (палеолит) — древнейшие известные остатки гоминид[2][3][4].
- 8000 лет до н. э. — сельскохозяйственная деятельность во времён этнокультур Хоабинь — Бакшон (техника влажного выращивания риса, разведение скота).
- 1000—200 гг. до н. э. — культура Сахюинь.
- IV—I века до н. э. (бронзовый век): Донгшонская культура (поселение Донгшон, вьет. Đông Sơn, провинция Тханьхоа). Предметы того времени также были найдены в поселении Колоа (вьет. Cổ Loa) близ современного Ханоя.

### Мифология
Основным народом Вьетнама являются вьеты (кит. «юэ», в древности — «байюэ»), которые постепенно заселяли современные вьетнамские территории с севера. Согласно мифологии, первые вьеты — байюэ были потомками Великого дракона Лак Лонг Куана (вьет. Lạc Long Quân, тьы-ном 雒龍君) и Бессмертной феи Ау Ко (вьет. Âu Cơ, тьы-ном 嫗姬). У Лак Лонг Куана и Ау Ко было сто сыновей, 50 из которых ушли с матерью в горы, а 50 — пошли с отцом к воде. От ста сыновей пошло сто вьетских племён — байюэ.
Старший сын Лак Лонг Куана по имени Хунг Лан стал королём 15 из ста вьетских племён — хунгвыонгом, основателем династии Хунгов — Хонг-банг. Властители Хунги называли свою страну, расположенную на Красной реке (Хонгха) на месте современного северного Вьетнама — Ванланг. Люди из Ванланга известны как 15 вьетских племён — лаквьеты.

## Древний мир
В I тысячелетии до н. э. на территории современного южного Китая и современного северного Вьетнама происходило смешение монголоидных и протомалайских племён в эпоху позднего неолита. Здесь существовало несколько государств древних вьетов.
Однако Вьетнам, как государство, исторически вырос из цивилизации южных вьетов, возникшей в бассейне реки Хонгха. Первые государственные образования появились здесь в VII веке до н. э.
Согласно историческим документам, король (хунгвыонг), считающийся старшим сыном Дракона Лак Лонг Куана и феи-птицы Ау Ко, основал столицу в Фонгтяу (нынешняя провинция Виньфук), объявил себя третьим по счёту королём династии Хонг-банг и назвал свою страну Ванланг.

### Лаквьеты, Ванланг

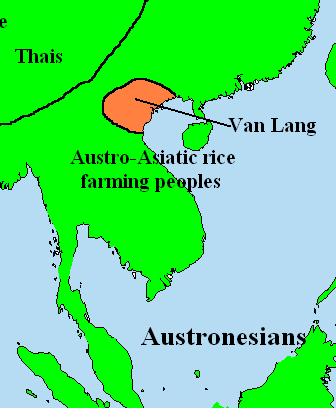
Карта Ванланга, 500 до н. э.

Ванланг был матриархальным обществом, аналогично другим древнейшим юго-восточноазиатским обществам. На раскопках в Северном Вьетнаме были найдены металлические орудия того времени. Наиболее известны бронзовые барабаны, возможно использовавшиеся в религиозных церемониях, на которых были выгравированы изображения воинов, домов, птиц, животных в концентрических окружностях.
Люди из Ванланга известны как лаквьеты.
Многие сведения о жизни того времени можно почерпнуть в древних легендах. «История о баньтьынгах» рассказывает о принце, выигравшем кулинарный турнир, а затем и трон, придумав рисовые пирожки; эта легенда отражает важность основной стороны тогдашней экономики, рисоводство. «История о Зёнге» рассказывает о юноше, который уходит на войну, чтобы спасти страну. Зёнг и его конь носят железную броню, а сам Зёнг берёт железный посох, что свидетельствует о наличии развитой металлургии. Магическое оружие из «истории о волшебном луке» может посылать тысячи стрел, что доказывает активное использование луков в то время.

### Появление Аувьетов, Аулак
К третьему веку до н. э. другая группа вьетов, аувьеты (甌越), пришла с юга территории современного Китая к дельте Красной реки (Хонгха) и смешалась с населением Ванланга. В 258 г. до н. э. появилось союзное государство аувьетов и лаквьетов — Аулак. Король Ан Зыонг-выонг построил вокруг своей столицы, Колоа (вьет. Cổ Loa), множество концентрических стен. На этих стенах стояли умелые аулакские арбалетчики.
Ан зыонг-выонг пал жертвой шпионажа: китайский военачальник Чжао То (Triệu Đà, чьеу да) похитил его сына Чонг Тхюи (Trọng Thủy) после того, как женился на дочери Ан Зыонг-выонга.

### Династия Чьеу, Намвьет

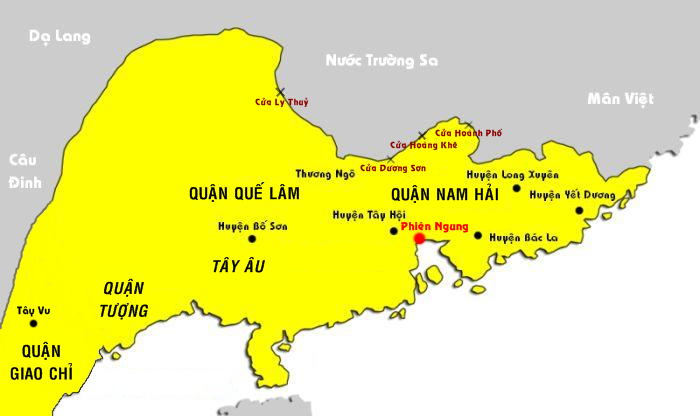
Карта китайско-вьетского государства Наньюэ (Намвьет).

Чжао То аннексировал Аулак и провозгласил себя королём нового государства Намвьет (кит. упр. 南越, пиньинь Nán Yuè, палл. Нань Юэ).
Некоторые вьетнамцы считают период правления династии Чьеу периодом китайского владычества (сам Чжао То был бывшим циньским генералом), другие — что это время было периодом вьетнамской независимости, так как семья Чьеу правила независимо от тогдашней китайской династии Хань и была полностью ассимилирована в местную культуру. Чьеу Да даже провозглашал себя императором Намвьета, подобно императорам Китая.
В 196 году до н. э. между Хань и Намвьетом был заключён договор, по которому Лю Бан признавал Чьеу Да законным правителем Намвьета. Однако вскоре Чьеу, в ответ на запрет императрицы Люй-хоу вывозить в Намвьет железо, скот и другие товары, разорвал дипломатические отношения с империей Хань. Страны оказались в состоянии войны, однако вести её у империи Хань не было сил.

### Свержение Чьеу и китайская оккупация
Воспользовавшись наступившей в стране внутренней смутой, в 111 до н. э. армия китайской империи Хань свергла последнего монарха династии Чьеу. Намвьет был поделён ими на три территории: Зяоти (вьет. Giao Chỉ, тьы-ном 交趾, кит. «цзяочжи»; ныне территория Хонгхи), Кыутян (вьет. Cửu Chân, от Тханьхоа до Хатиня), и Нятнам (вьет. Nhật Nam, от Куангбиня до Хюэ). Высшее руководство было набрано из китайцев, но некоторыми землями управляли вьетнамцы из числа знати.
Когда новые правители вступили в конфликт с феодальными структурами, которые существовали во Вьетнаме, началось восстание во главе с сёстрами Чынг (39—43 н. э.), которое привело к кратковременной приостановке китайского правления на территории Вьетнама. Чынг Чак стала королевой. В 42 году император Гуан У-ди послал своего лучшего генерала Ма Юаня подавить восстание, что и было сделано ценой больших жертв. Чынг стали символом вьетнамской стойкости и примером для вьетнамских женщин, что не осталось незамеченным среди ханьцев. Хань и все прочие династии прилагали большие усилия для нивелирования влияния вьетнамской элиты на население, а также пытались ассимилировать вьетов, однако безрезультатно. В 225 году н. э. другая женщина, Чьеу Тхи Чинь (вьет. Triệu Thị Trinh), подняла восстание, длившееся три года.
Второй этап китайского доминирования начался в 44 г. и закончился только после заговора представителей династии Ли (544—602).
Под властью династии Тан и вплоть до X века завоёванная вьетская территория называлась «Зяоти», «Зяотяу» (вьет. Giao Châu), «Аннам дохофу» и др. Зяоти (его административный центр располагался на территории современной провинции Бакнинь) стал процветающим торговым постом, через который проходили товары южных земель. Хоу Ханьшу утверждает, что в 166 году через Зяотяу прошли римские послы, а затем торговцы. В трактате Вэйлюэ (кит. трад. 魏略, пиньинь Wèilüè), также Нгуи лук (вьет. Ngụy Lục), упоминается водный путь от «Цзяочжи» до Юньнани. Оттуда товары доставляли по всей стране.
В то же самое время восстало население центральных районов современного Вьетнама — тямы. В Китае их земли называли Линьи кит. трад. 林邑, пиньинь Línyì. Тямы основали государство Тямпа, оно занимало земли от Куангбиня до Фантхьета. Согласно «Истории династии Цзинь», его правитель присылал дань императору китайской династии Цзинь.
Вместе с началом периода Шести династий и до начала правления династии Тан во всех захваченных вьетских землях регулярно начинались восстания. Все они были подавлены, хотя восстание династии Ранняя Ли продолжалось с 544 по 602 год. Ли Бон назвал своё государство «Империя Вансуан» («Империя бесчисленных вёсен»). Однако вскоре лянские армии нанесли ему поражение, и он с небольшим отрядом ушёл на северо-запад, рассчитывая найти там поддержку у горных племён. Осенью 546 года Ли Бон сделал попытку начать военные действия в центре страны, но позже опять отступил в горы. В дальнейшем сражениями с лянскими армиями руководил вьетский военачальник Чьеу Куанг Фук, ставший после смерти Ли Бона в 548 году фактическим правителем страны. В 551 году лянские войска, потерпев очередное поражение, ушли из Вансуана.
После прекращения войны с государством Лян среди вьетов началась междоусобная борьба, что привело в конце 550-х годов к временному разделу страны на две части: в западной правил Чьеу Куанг Фук, в восточной — Ли Фат Ты (член династии, который считался номинальным императором всей страны). Члены рода Ли занимали главные посты в государстве.
В 602 году объединившая весь Китай империя Суй начала войну против Вансуана и послала на юг значительную армию. В 603 году вьетские войска были разбиты, Вансуан был вынужден признать власть Суй, Ли Фат Ты был увезён в качестве пленника. С 622 года Вансуан стал «Аннам дохофу» («Наместничество умиротворённого юга»), в наиболее важных стратегических пунктах были поставлены китайские гарнизоны. Южновьетнамское государство Чампа также признало себя данником империи Суй.

## Средние века

### Ранние династии (Нго, Динь и Ле)
В конце IX века империя Тан начала слабеть, её потрясло восстание Хуан Чао, и потому в 880 году китайские войска покинули Вьетнам. В 905 году к власти в «Аньнань духуфу» пришла группа лидеров, провозгласивших монархом (вуа) богатого сановника Кхук Тхуа За. Средневековая вьетнамская историография не признавала его династию как официальную в связи с тем, что Кхук Тхуа За был задним числом утверждён китайским императором в должности губернатора. При Кхук Тхуа За и его преемниках в 908—917 годах была проведена реформа системы налогообложения и повинностей, произведена смена бюрократического аппарата.
В 939 год в битве на реке Батьданг основатель династии Нго разбил флот южнокитайского царства Южная Хань. Победитель Нго Кюэн основал новую вьетскую династию и перенёс столицу из Латханя в древний город Колоа.
К середине X века главы 12 крупнейших аристократических родов превратились в политически независимых правителей отдельных частей страны (шыкуанов) или их вассалов разного уровня. В первой половине X века шыкуаны боролись против централизации, и им удалось не дать центральной власти укрепиться. В 965 году пала династия Нго и началась «Эпоха двенадцати шыкуанов», разделивших страну на независимые владения. В этих условиях видный военачальник Динь Бо Линь начал борьбу за объединение страны. В 968 году он был провозглашён императором, а страна получила название Дайковьет. Столица была перенесена в Хоалы — основной опорный пункт клана Динь.
Чтобы развязать себе руки внутри страны, император в 971 году отправил посольство ко двору китайской империи Сун, а в 972 году согласился на номинальное признание старшинства Сунов и периодическое поднесение им соответствующих даров. Это позволило усилить борьбу с непокорными феодалами. Однако в ходе борьбы соперничавших групп Динь Бо Линь пал жертвой дворцового переворота.
После гибели Динь Бо Линя в стране вновь начались усобицы, чем попытались воспользоваться Суны. Необходимость организации обороны требовала твёрдой власти, и часть знати выступила за провозглашение главнокомандующего Ле Хоана императором. В 981 году новый вуа, Ле Хоан (официальное имя — Ле Дай Хань) разбил вторгшуюся в страну сунскую армию. Основанная им Династия ранних Ле правила в стране до 1009 года.

### Поздние Ли. Основание Дайвьета
В 1010 году была основана династия поздних Ли; вьетское государство стало называться «Дайвьет». Проводя политику централизации, Поздние Ли перенесли столицу во вновь построенный город Тханглонг — «Взлетающий дракон» (современный Ханой). Реформы Поздних Ли закрепили победу центральной власти, служилых слоёв и буддийской сангхи в борьбе с удельными феодальными владельцами.
Воспользовавшись на юге ослаблением тямского государства Тямпа, в 1043—1044 годах вуа Дайвьета нанёс поражение её королю и захватил столицу Тямпы — Виджайю. В 1068 году Тямпа оправилась и сама напала на Дайвьет, но нападение было отбито, а дайвьетская армия под руководством Ли Тхыонг Кьета перешла в наступление и вновь разграбила Виджайю.
В 1075 году, воспользовавшись успешной борьбой тайских княжеств с империей Сун, вьеты организовали большой поход на север. Ли Тхыонг Кьет нанёс двойной удар — с суши и с моря — по бассейну реки Сицзян, и заставил немногочисленное тогда китайское население бассейна реки Сицзян укрыться в двух крупных городах — Гуанчжоу и Инчжоу. Вскоре Инчжоу был взят штурмом. Оказавшись в опасном положении, Суны отправили на юг огромную армию, тогда Ли Тхыонг Кьет отвёл свои войска. Борьба с дайвьетской армией на её собственной территории успехом для Сунов не увенчалась, и их полководцы ушли из Дайвьета. Общим итогом войн на севере было присоединение к Дайвьету ряда спорных территорий.
В XII веке Дайвьетом были с успехом отражены многочисленные нападения могущественной кхмерской империи Камбуджадеша. Однако к концу столетия центральная власть ослабела, и в 1202 году из-за голода и восстаний разразился политический кризис. С 1207 по 1220 год весь Дайвьёт был ареной крестьянских восстаний и боёв вооружённых отрядов местной знати.

### Династия Чан
Постепенно силы мелких и средних владельцев объединились под руководством Чан Тху До, который был родственником последнего монарха династии Поздние Ли. В 1225 году власть в Дайвьете перешла к его семье. Так было положено начало правлению династии Чан. Все уцелевшие представители рода Ли были уничтожены. Хронистам было запрещено упоминать фамилию Ли, а вместо неё следовало писать «Нгуен». Всем жителям страны, носившим фамилию Ли, было приказано сменить её на Нгуен.
Тем временем монголы покоряли Азию. В 1260 году Хубилай объявил себя великим ханом и начал строить планы по покорению китайского государства Южная Сун. Стремясь создать для наступления в глубокий тыл китайской империи плацдарм на территории Северного Вьетнама, монгольская армия под командованием Урянхатая в 1257 году вторглась в Дайвьет. Однако это нападение закончилось поражением в 1258 году; сопровождалось оно и дипломатической неудачей — прибывшие к вьетскому императору с предложением «покориться» послы Хубилая были с позором отосланы обратно.
Однако в 1276 году Южная Сун пала, и в 1277—1278 годах с известием об этом из столицы монгольской империи Юань были отправлены послы в столицы государств Юго-Восточной Азии. Правитель Чампы Индраварман V отослал в Пекин традиционное формальное «согласие подчиниться», что было истолковано монголами как признание этим государством вассальной зависимости от них. В 1279 году империя Юань потребовала через своих послов от правителя Чампы личного изъявления покорности Хубилаю, но правитель Чампы вместо себя отправил своих послов со словесным выражением покорности, обойдя молчанием вопрос о собственном приезде.
В 1281 году Хубилай провозгласил Дайвьет «самоуправляющимся инородческим округом» и назначил туда «управляющим» Байн Тимура. В 1282 году Хубилай вознамерился ввести свою систему управления в Чампе. Правящие круги Чампы попытались установить союзнические отношения с Дайвьетом.
Задержание в Чампе юаньских послов, направлявшихся в страны Центрального Индокитая и Южной Индии, было использовано Хубилаем в качестве предлога для начала военных действий. Получив от Дайвьета отказ в проходе на юг через его территорию, 200-тысячная монголо-китайская армия под командованием Сагату в конце 1282 года переправилась к берегам Чампы на 350 больших кораблях. Вместе с войсками были направлены и китайские чиновники, которым Хубилай поручил приступить к управлению страной после её завоевания. Высадившись, монголы взяли Мучэн, а затем и столицу Чампы — Виджайю. На территории Чампы развернулась всенародная партизанская борьба. Сагату запросил подкреплений из Южного Китая и обратился за военной поддержкой к соседним государствам, изъявившим ранее покорность монголам. Однако войска из Южного Китая запаздывали, а прочие государства сочувствовали Чампе. Тогда Сагату решил действовать самостоятельно, и весной 1283 года отправил в горы против короля Чампы отряд под командованием Чжан Юна. Разгром попавших в ловушку в горном ущелье монголов стал переломным моментом всей кампании: монголы перешли к обороне на побережье. В середине 1284 года к монголам морем прибыло подкрепление во главе с Хутухту, который заключил мир с Чампой, выговорив при этом в качестве условия визит внука чамского короля в Пекин.
Мир с Чампой так быстро и на таких благоприятных условиях был заключён потому, что Хубилаю срочно потребовались войска для войны с Дайвьетом, который в 1283—1284 годах активно готовился к отпору интервентам. В начале 1285 года полумиллионная монголо-китайская армия под командованием Тугана — сына Хубилая — вторглась в Дайвьет из Гуанси; одновременно из Юньнани двинулись войска Наср-ад-Дина, а из Чампы — войска Сагату. Над разгромлённой численно превосходящим противником вьетской армией возникла угроза окружения и полного уничтожения. В этой чрезвычайной ситуации Чан Хынг Дао принял решение оставить дельту Красной реки, вывести войска к побережью, а оттуда морем перебросить их на юг в Тханьхоа для удара в тыл армии Сагату. Этот проект был блестяще осуществлён, и военная инициатива перешла к вьетам. От войск Тугана в итоге осталась лишь десятая часть, войска Наср-ад-Дина также вернулись в Юньнань весьма потрёпанными.
Хубилай справедливо расценил результат кампании 1285 года как позорное поражение и начал собирать силы для нового наступления на Дайвьет, приостановив ради этого даже подготовку к очередному вторжению в Японию. Зимой 1287 года 300-тысячное монгольское войско, усиленное китайскими отрядами, под командованием Тугана снова двинулось из Гуанси в Дайвьет. В результате хорошей подготовки монголы упорно пробивались вперёд и в начале 1288 года взяли столицу Дайвьета. Однако вьеты успели уничтожить перед наступающими монголами продовольственные запасы, а вьетский флот сумел пресечь попытки доставки продовольствия морем. Опасаясь начала эпидемий в период сезона дождей, военачальники обратились к Тугану с предложением вернуться в Китай. В конце 1288 года он отдал приказ об отступлении, которое скорее походило на бегство. В течение последующих шести лет Хубилай продолжал держать на границе с Дайвьетом мощную армию, постоянно угрожая новым вторжением, однако, наученный горьким опытом, он так и не решился на новую интервенцию.
Войны с монголами, а также внутренние войны опустошили Дайвьет, сельское хозяйство и ирригация пришли в упадок, много крестьян погибло во время военных действий. В 1290 году начался массовый голод. Тем не менее вуа Чан Ань Тонг продолжал борьбу за расширение территории Дайвьета на юге. В 1307 году по договору с Чампой он получил как подарок от зятя — чамского царя — район современного города Хюэ. В уступленных областях немедленно начались восстания «подарённого» населения. В 1311 году разразилась война с Чампой, повторившаяся в 1318 и 1326 годах.
В 1330-х годах в Дайвьете шли войны с горными народами и с лаосцами, которые, выступив в поддержку восставших горных народностей, вторглись в Дайвьет, разорили его южные области и нанесли ряд поражений его полководцам.
Одновременно возобновились нападения чамов, стремившихся вернуть утраченные территории. Войска чамского короля Те Бонг Нга опустошали южные провинции Дайвьета, а в 1369 году захватили и разграбили его столицу Тханглаунг. Однако чамы не смогли освоить и заселить захваченные районы, так как там уже имелось многочисленное вьетское население.
В начале 1340-х годов в Дайвьете из-за неурожая и голода началось восстание Нго Бе, длившееся целых 17 лет. В 1354 году началось восстание под руководством крестьянина Те, объявившего себя родственником Чанов.
С 1371 года главой администрации Дайвьета постепенно становится Хо Кюи Ли, начавший борьбу за централизацию страны. Он пресёк заговоры при дворе и сместил многих чиновников, а в 1400 году сам стал императором и начал широкую программу социальных реформ.
1407—1427 — оккупация Дайвьета армией Мин. Китайское вторжение 1407 года на некоторое время вернуло власть династии Чан. Во время освободительной войны, которую возглавил Ле Лой, китайские императорские войска были окончательно изгнаны из Вьетнама (1427).

### Династия Поздние Ле
В 1428 году Ле Лой сам стал императором Дайвьета и основал династию Поздние Ле. Опираясь на сильную армию, свой авторитет полководца и чиновников-реформаторов в своём окружении, он провёл крупные реформы в стране. Сменивший его Ле Нян Тонг продолжил земельную реформу, в результате к концу 1450-х годов в Дайвьете стабилизировалось землевладение. Следующий император, Ле Тхань Тонг, считается самым успешным монархом за историю страны. Реформы Ле были дополнены и отчасти закреплены созданием Кодекса Тхань Тонга, «Хонгдык». Армия и государственный аппарат получили более стройную организацию, была проведена новая административная реформа, сложилась система учебных заведений и конкурсных экзаменов на чиновничьи должности, была проведена денежная реформа.
В 1471 году состоялся тщательно подготовленный военный поход Дайвьета против Чампы, завершившийся захватом части чамских территорий. В 1479—1480 годах Дайвьет аналогичным образом атаковал Лансанг, в результате чего Лангсанг на некоторое время попал в вассальную зависимость от Дайвьета, а его восточные области вошли в состав вьетского государства. Одновременно все племена, жившие в горах к западу от вьетских долин, стали данниками Дайвьета, а издавна контролируемые ими горные районы на севере получили статус провинций; в них уже было значительное вьетское население, хотя население новых областей ещё не слилось полностью с вьетами.
После «золотого века» эры «Хонг-дык» наступил упадок. Начало XVI века стало одним из самых бедственных периодов в истории страны. Дорогостоящие начинания, обширные войны и малоэффективный аппарат управления разорили крестьян, поступления от налогов уменьшились, а сам централизованный аппарат всё более слабел. Развитию сельского хозяйства не уделялось внимания, ирригационные сооружения были в запустении; вместо дамб праздные правители строили дворцы. Доведённые до полного разорения крестьяне поднимали восстания. В 1516 году в провинции Куангнинь началось одно из крупнейших в истории Вьетнама восстаний под руководством крестьянского вождя Чан Као. Повстанческая армия во главе с Чан Као с двух попыток захватила столицу Тханглаунг. Двор Ле был вынужден бежать в Тханьхоа. Повстанцы продолжали действовать вплоть до 1521 года, пока не были разбиты в результате контрнаступления верных династии Ле сил.

### Династия Мак
В 1521—1522 годах были подавлены и другие восстания, но центральная власть так и не смогла оправиться от их мощных ударов. В 1527 году феодальная группировка Мак Данг Зунга, многие годы состоявшего на военной службе при дворе Ле, одержала верх над соперниками и оттеснила законных претендентов на власть в провинцию Тханьхоа. Провозгласив себя императором в 1527 году, Мак Данг Зунг отправил в 1529 году миссию в Китай с богатыми дарами и сообщением, что «никого из дома Ле не осталось и род Маков временно правит страной и народом». Получив от минского двора признание своей династии, Мак Данг Зунг передал престол сыну Мак Данг Зоаню, который правил 10 лет (1530—1540).

### Возрождённая Династия Ле

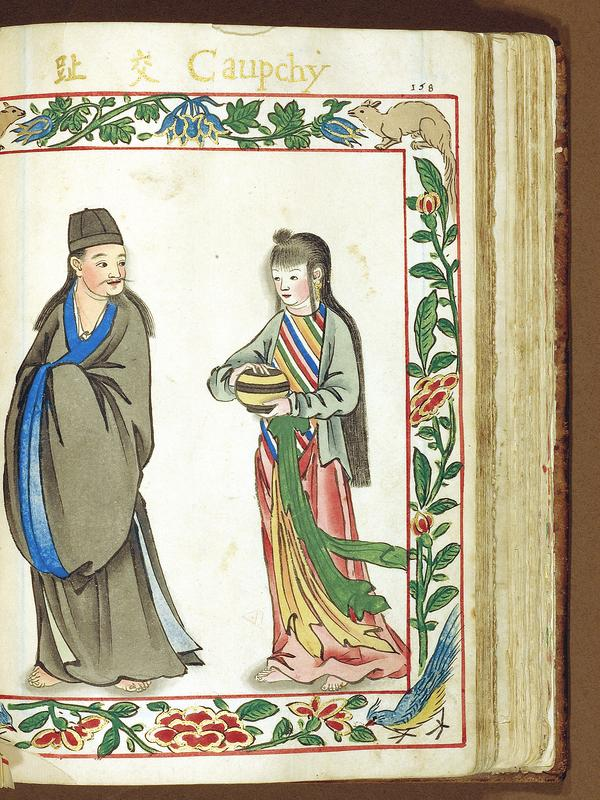
Знатные вьеты на Филиппинах. Миниатюра «Кодекса [Чарльза] Боксера» (1590)

Сторонники династии Ле, пытаясь восстановить у власти своего ставленника, направляли морем одну за другой миссии в Китай с просьбой о помощи в восстановлении законной династии, свергнутой «узурпатором Мак». Мак Данг Заунг, во избежание невыгодного развития событий, заявил, что «отдаёт себя на милость минского императора» и направил в Китай просьбу «провести расследование», а в 1540 году лично явился на пограничную заставу Намкуан для разбирательства (в это время в стране правил уже другой его сын — Мак Фук Хай). Китай воспользовался ситуацией в своих интересах, и в 1541 году издал инвеституру, признававшую право дома Мак править Дайвьетом, а Ле объявившую двусмысленной личностью, происхождение которой ещё предстоит доказать. Однако Вьетнам при этом был лишён статуса государства и объявлен наместничеством (Аннам дотхонг ши ти) провинциального (Гуанси) подчинения с необходимостью традиционной выплаты дани Китаю.

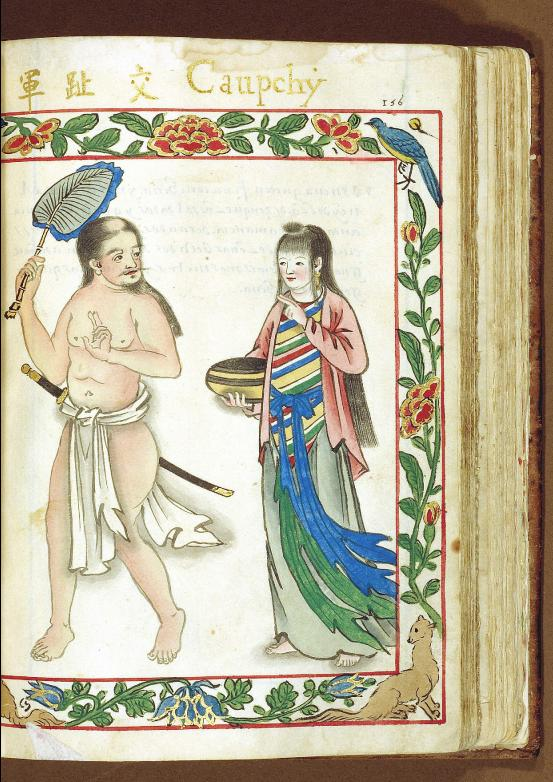
Вьетский воин с женой. Миниатюра «Кодекса [Чарльза] Боксера» (1590)

Вскоре после воцарения Маков на борьбу с ними поднялись их соперники, также стремившиеся под предлогом восстановления законной династии Ле к захвату власти. В конце концов Нгуен Ким (военачальник, служивший при Ле) объединил все оппозиционные группировки и, захватив в 1542 году провинции Тханьхоа и Нгеан, установил там свою власть (формально назвав это «возрождённой династией Ле»). В 1545 году вся власть в этом регионе перешла к зятю Нгуен Кима — Чинь Киему. Таким образом, страна оказалась разделённой на две части: род Маков (Бак Чьеу, «Северная династия») продолжал господствовать в районе Бакбо (Северный Вьетнам) со столицей в Тханглаунге, род Чиней под прикрытием династии Ле (Нам Чьеу, «Южная династия») контролировал район Нгеан-Тханьхоа. Борьба между этими двумя домами длилась более полувека, в итоге Южная династия одержала победу над Северной и вернула Ле на престол в Тханглаугне в 1592 году. Династия Маков перестала играть роль во внутриполитической жизни страны, однако они продолжали пользоваться покровительством Китая, который ещё в течение трёх поколений держал их про запас. Боясь открытого вмешательство Китая, Чини не решались на открытое свержение династии Ле. Китай, прекрасно сознавая, в чьих руках реальная власть, вёл в этом регионе сложную политическую игру. В 1599 году Чинь Тунг получил от Китая персональные знаки внимания. Именно с этого момента официально начинается режим, вошедший в историю под названием «тюа Чинь» («князья Чинь», «правители Чинь»).

#### Война Чиней и Нгуенов
В 1558 году сын Нгуен Кима — Нгуен Хоанг добился от двора Ле разрешения на управление районом Тхуанхоа, а с 1570 года — и Куангнамом. С этого времени этот район стал оплотом князей Нгуен, которые затем взяли курс на отделение от остального Вьетнама. Так к началу XVII века оформились два «центра силы» — Нгуены и Чини. После смерти Нгуен Хоанга в 1613 году его сын тюа Шай (Нгуен Фук Нгуен) стал вести себя как полностью независимый правитель. В итоге отношения между феодальными домами Чиней и Нгуенов вылились в вооружённый конфликт, длившийся значительную часть XVII века. Войны между Чинями и Нгуенами с перерывами тянулись до 1672 года, постоянной ареной боёв стал район Нгеан-Ботинь (провинции Хатинь и Куангбинь). К 1673 году оба противника окончательно выдохлись и военные действия прекратились. Стихийно сложившееся перемирие продолжалось примерно сто лет. Нация оказалась расколотой, в национальном сознании возникли и закрепились такие понятия, как «южане» и «северяне».
Поделив страну, Чини и Нгуены принялись укреплять свои позиции на удерживаемых территориях с тем, чтобы каждую из них превратить в отдельное самостоятельное государство. О серьёзных претензиях на независимую государственность говорят обращения Нгуенов к цинскому Китаю в 1702 году и позже с просьбой об инвеституре, которая бы легализовала их правление. Когда стало ясно, что цинский Китай не поддерживает Нгуенов в их стремлении легализовать фактическую независимость от Ле и Чиней, тюа Нгуен Фук Кхоат в 1744 году объявил себя выонгом и сделал Фусуан (Хюэ) столицей уже без оглядки на Ле и Китай. Однако ни Чини, ни Нгуены не отказывались от сверхзадачи — объединения страны. И тот и другой режим считал себя частью единого, временно разделённого Дайвьета.
С самого начала XVII века Нгуены самостоятельно и энергично возобновили экспансию на юг. В 1697 году перестало существовать государство Чампа, а её население подверглось постепенной ассимиляции и стало частью вьетнамской нации; территория государства князей Нгуенов выросла вдвое, а страна стала непосредственным соседом Камбоджи.

## Новая история
Практически весь XVIII век север и юг Вьетнама существовали по отдельности. Северяне занимались внутренними проблемами, южане расширялись на юг, захватывали кхмерские земли в долине Меконга и активно вмешивались во внутренние дела Камбоджи.

### Восстание тэйшонов
В 1771 году южновьетнамский торговец бетелем Нгуен Ван Няк, землевладелец и богатый купец, староста гильдии торговцев, не подчинился требованию государственного налогового чиновника сдать в казну увеличенную долю доходов своей гильдии и бежал в горный район тэйшон, где стал собирать под свои знамёна всех недовольных политикой Чыонг Фук Лоана — жестокого и жадного временщика при тюа Нгуен Фук Тхуане. По местности, откуда началось восстание, возглавленное Нгуен Ван Няком и двумя его младшими братьями, восставших стали называть тэйшонами. В первой половине 1773 года укрепившие свои силы тэйшоны преодолели перевал Манг и спустились в долинные районы округа Кюинён. Во второй половине 1773 года они захватили Киентхань и стали распространять свою власть на всю территорию Кюинёна. В конце 1773 года войска тэйшонов окружили административный центр округа Кюиньон и в результате штурма легко захватили его. Практически не встречая сопротивления, тэйшоны двинулись в Куангнгай, где у приморского города Бенда наголову разгромили присланные из столицы правительственные войска. В начале 1774 года повстанцы захватили всю провинцию Кунгнам, а позднее заняли и ряд других провинций. Однако в середине 1774 года правительственные силы перешли в контрнаступление и нанесли тэйшонам ряд серьёзных ударов. Но неожиданно союзниками тэйшонов стали враги их врагов — правившие на севере тюа из рода Чинь.
Правивший на севере Чинь Шам, посчитав страну, наконец, умиротворённой, решил реализовать старую мечту своих предков о захвате южной части Вьетнама и воссоединении страны. началась грандиозная военная операция, привёдшая к крушению всей политической, социальной и экономической системы Вьетнама.
Возглавивший войска Чиней полководец Хоанг Нгу Фук заявил, что воюет не с Нгуенами, а с теми, кто узурпировал и посягнул на их власть: прежде всего с ненавистным для всего населения Юга временщиком Чыонг Фук Лоаном, а также с восставшими тэйшонами. Тогда в Фусуане произошёл дворцовый переворот. Родовая знать и высшее чиновничество арестовали Чыонг Фук Лоана и выдали его Хоанг Нгу Фуку, надеясь, что тот удовлетворится этой «жертвой» и остановит войска. Однако северяне всё равно продолжили марш на юг. К началу 1775 года северяне наголову разбили войска Нгуенов и заняли их столицу Фусуан.
По требованию военачальников, беглый тюа Нгуенов, прибыв в провинцию Куангнам, объявил своего племянника Нгуен Фук Зыонга наследным принцем, главнокомандующим войсками и главноуправляющим Куангнамом. Войска Нгуен Фук Зыонга в провинции Куангнам оказались в очень сложном положении: с севера в эту провинцию вторглась чиньская армия, а с юга вели наступление тэйшоны. Наследный принц проявил дипломатический талант и, вступив в переговоры наступавших на него с гор тэйшонами, убедил их перейти на сторону нгуеновских властей.
В середине 1775 года тэйшонам удалось захватить самого Нгуен Фук Зыонга, однако при этом Хоанг Нгу Фук занял Куангнам, а на юге тэйшоны потерпели поражение в Фуиене. Осознав невозможность в одиночку воевать против всех, Нгуен Ван Няк пошёл на поклон с богатыми дарами к Хоанг Нгу Фуку и униженно попросил его взять тэйшонов под своё покровительство. Хоанг Нгу Фук пошёл на это и пожаловал Нгуен Ван Няку должность командующего тэйшонским войском. Нгуен Ван Няк выдал свою дочь за Нгуен Фук Зыонга и потребовал от новоиспечённого зятя, чтобы тот провозгласил себя правителем Южного Вьетнама, а когда тот отказался — Нгуен Ван Няк начал от его имени организовывать партизанское движение как в тылу чиньских войск (невзирая на соглашение о союзе), так и в нгуеновском Фуиене. Вскоре Нгуен Ван Няк взял курс на формальное создание тэйшонского государства и объявил себя выонгом (князем-правителем). Формально государство тэйшонов со своей территорией, армией и правителем появилось в 1778 году, когда тэйшоны потеряли свои позиции на крайнем Юге, но зато укрепились в центральном Вьетнаме. В течение восьми лет, не нарушая мира с Чинями, тэйшоны стремились победить на юге. К 1785 году они захватили весь Южный Вьетнам, несмотря даже на то, что их противникам помогали сиамские войска.
В 1786 году тэйшоны обратили свои взоры на север, и штурмом взяли Фусуан (бывшую столицу Нгуенов, а теперь — оплот Чиней на Юге). Не останавливаясь, они отправились дальше, и 21 июля 1786 года вступили в Ханой. Власть чиньского правителя Чинь Кхая была свергнута; тэйшоны формально восстановили власть династии Ле. Вскоре после этого началась междоусобная борьба в правящей верхушке государства тэйшонов.
Гражданской войной и междоусобной борьбой во Вьетнаме воспользовались маньчжурские правители Китая, когда к ним за помощью обратился сам вьетнамский император Ле Тьиеу Тхонг, скрывавшийся от преследования тэйшонов вблизи вьетнамско-китайской границы и оттуда обратившийся к маньчжурскому императору с просьбой о помощи против узурпаторов. 25 ноября 1788 года 200-тысячная китайская армия пересекла границу, и 17 декабря вступила в Тханглаунг, вручив привезённому с собой в обозе Ле Тьиеу Тхонгу от имени маньчжурского императора инвеституру и оскорбительный титул «Аннам Куок-выонг» («Правитель умиротворённого Юга»).
Правивший в Фусуане Нгуен Ван Хюэ 12 декабря 1788 года у горы Нгыбинь (к югу от Фусуана) объявил себя императором и принял новый девиз правления — «Куанг Чунг». В тот же день во главе флота и пехоты он выступил на север, присоединяя к себе отступавшие части тэйшонов. В полдень 30 января 1789 года тэйшоны вступили в Тханглаунг, покидая который, китайский главнокомандующий бросил на произвол судьбы Ле Тьиеу Тхонга. Последний вьетнамский император пытался догнать китайские войска, но те уходили с такой поспешностью, что ему удалось это сделать только на вьетнамско-китайской границе.
Разгром китайцев был полным и сокрушительным. Маньчжурский император Хунли снял с должности командовавшего армией вторжения, назначил нового военного губернатора наместничества Лянгуан (провинции Гуандун и Гуанси) и передал в его подчинение полумиллионную армию, готовую к вторжению во Вьетнам. Для того, чтобы предотвратить повторную интервенцию, Нгуен Ван Хюэ должен был проявить незаурядный дипломатический талант. Он признал себя формальным вассалом Китая и вернул Хунли всех пленных, с которыми обошёлся чрезвычайно великодушно. Представляясь правителем суверенного государства, соседствующего с Северным Вьетнамом, Нгуен Ван Хюэ уже осенью 1789 года добился признания себя «ваном Аннаня». Со своей стороны, он обещал построить поминальный храм в честь погибших во Вьетнаме китайцев и лично приехать в Пекин на празднование 80-летия Хунли. Признав Хюэ правителем Вьетнама, маньчжурское правительство отказалось от поддержки династии Ле. В результате угроза с севера была устранена.

### Династия Нгуен
Тем временем, воспользовавшись конфликтом между братьями-тэйшонами и борьбой с китайцами на севере, на юге высадился скрывавшийся в Сиаме Нгуен Фук Ань (племянник бывшего князя Нгуен Фук Тхуана). Закрепившись в провинции Зядинь, он подписал с Францией соглашение, вошедшее в историю под названием Версальского договора. Согласно этому документу, Нгуен Фук Ань уступал Франции остров Пуло-Кондор, гавань Хойан, даровал французам монополию на торговлю по всей территории страны, а также обязался поставлять Франции солдат и продовольствие в случае, если она будет вести войну с каким-либо государством на Востоке. Франция же должна была передать Нгуен Фук Аню четыре военных корабля и отряд численностью в 1650 человек. Воплощению этого договора в жизнь помешала Великая французская революция, но впоследствии французские колонизаторы часто обращались к нему для оправдания своего присутствия во Вьетнаме.
В 1789 году Нгуен Фук Ань овладел всей Зядинью и начал подготовку к походу на север. Используя европейских инструкторов для обучения своей армии, закупая вооружение европейского производства, строя корабли и крепости по европейскому образцу, Нгуен Фук Ань создал очень сильные и передовые для Юго-Восточной Азии вооружённые силы. В 1792 году Нгуен Фук Ань провозгласил план наступательных военных действий против Центрального Вьетнама, в соответствии с которым в 1792—1799 годах было проведено шесть последовательных военных кампаний, называемых «сезонными войнами». На заключительном этапе борьбы с тэйшонами эти войны переросли в непрерывную военную кампанию 1800—1802 годов, в результате которой южанами была захвачена старая столица Фусуан, а затем и цитадель тэйшонов — Кюиньон. Не ограничиваясь этим, Нгуен Фук Ань двинул свои войска на север и в течение месяца почти без кровопролития завоевал весь Северный Вьетнам. 20 июня 1802 года он вступил в Тханглонг, откуда бежал последний тэйшонский император. Впервые за 300 лет на территории Дайвьета было создано единое общевьетнамское государство.

#### Переименование Дайвьета во «Вьетнам»
В 1804 году Нгуен Фук Ань получил инвеституру от китайского императора. Было утверждено новое название страны — «Вьетнам». В середине 1806 года Нгуен Фук Ань принял императорский титул, после чего его следует называть «Нгуен Тхе То». Для «внутреннего употребления» Нгуен Тхе То, царствовавший под именем Зя Лонг, ввёл концепцию двух Поднебесных: китайской и вьетнамской; в официальной государственной мифологизированной идеологии Вьетнама существовало представление об Англии и Франции как о «вассалах» императора. Версальский договор с Францией 1787 года был «забыт» и считался несостоявшимся. Из-за соперничества за влияние на Камбоджу, Вьентьян и Луангпхабанг постепенно испортили отношения с бывшим союзником — Сиамом.
Сразу же после объединения страны правитель назначил в регионы таких администраторов из числа своих бывших сподвижников, политические и экономические взгляды которых, как ему казалось, в целом соответствовали особенностям регионов. Так, генерал-губернатором консервативного Крайнего Севера стал лидер «традиционалистов» Нгуен Ван Тхань, а руководство динамично развивающимся Крайним Югом было сосредоточено в руках «реалистов». Так как правление «традиционалистов» на севере вызвало недовольство широких слоёв населения, то постепенно на высших постах в тех краях «традиционалисты» были заменены «реалистами». К 1817 году «традиционалисты» были разгромлены и в столице.
После смерти Нгуен Тхе То в 1820 году его место занял наследный принц Хиеу, ставший императором Нгуен Тхань То, царствовавший под именем Минь Манг. Так как он принадлежал к числу «традиционалистов», то ситуация в стране резко изменилась. К 1830-м годам благодаря суровым репрессиям сторонники «реалистичной» политики были в основном уничтожены, а экономическое положение страны стало ужасающим.
В начале 1830-х годов Тхань То разделил с Сиамом лаосские княжества и «малой кровью», практически без военных действий добился значительных территориальных приращений. В результате сиамо-вьетнамской войны 1833—1834 годов на пномпеньском троне была восстановлена власть бежавшего во Вьетнам кхмерского короля Анг Тяна, а после его смерти в том же году начался курс на аннексию Камбоджи Вьетнамом. В 1835 году Камбоджа была переименована в округ Чантай и разделена на 33 провинции, получившие вьетнамские названия. Не прошло и года, как в округе Чантай началось национальное восстание, возглавленное Анг Дуонгом — младшим братом покойного кхмерского короля. Поскольку ресурсы восставших подпитывались из соседнего Сиама, то сразу же возобновилась затяжная вьетнамо-сиамо-кхмерская война, потребовавшая больших ресурсов и измотавшая силы всех участников.
В 1838 году, проявив вызывающую самостоятельность и не согласовав своё решение с цинским Китаем, вьетнамский император переименовал собственное государство в Дайнам («Великий Юг»), предъявляя тем самым претензии на значительную часть территории Индокитайского полуострова.
Успехи англичан в начале Первой опиумной войны, продемонстрировав слабость Цинской империи, во-первых, породили чувство превосходства вьетнамцев по отношению к китайцам, убедив их в том, что Китай не сможет их защитить, если не смог защитить сам себя, а во-вторых, испугали вьетнамцев угрозой интервенции. Поэтому Тхань То отправил в Лондон и Париж дипломатические миссии для выяснения намерений европейских государств по отношению к Вьетнаму. Однако его предыдущая антихристианская политика и гонения на миссионеров вызвали реакцию неприятия в самом центре католического мира — в Ватикане, а также во Франции. Французский король Луи-Филипп отказался принять вьетнамское посольство, а его морской флот на Дальнем Востоке получил приказ оказать всемерную поддержку миссионерам во Вьетнаме.
В 1840 году Нгуен Тхань То умер. К власти пришёл его сын Нгуен Хиен То, царствовавший под именем Тхиеу Чи, который был слабым правителем. После упорной борьбы в Камбодже в 1845 году было достигнуто сиамско-вьетнамское соглашение о восстановлении традиционного двойного вассалитета Камбоджи, а также о выводе войск; к 1847 году реальный контроль Вьетнама над этой страной был утерян. Во Вьетнаме происходил постепенный распад административной структуры. Финансовое положение страны было сложным и запутанным. Традиционная армия находилась в глубоком кризисе.
По отношению к ослабленному Первой опиумной войной Китаю Вьетнам стал проводить жёсткую политику. В то же время с западными государствами отношений поначалу старались не обострять. Однако, отказавшись от заключения в 1847 году торгового договора с Англией, вьетнамское правительство упустило возможность найти европейского союзника в борьбе с Францией.
После смерти Хиен То в 1847 году к власти пришёл его сын Нгуен Зык Тонг, царствовавший под именем Ты Дык. В начале его правления при дворе обострились противоречия между противоборствующими группировками «традиционалистов» и возродившихся из пепла «реалистов». Император занял позицию арбитра и при помощи ряда манёвров сумел ослабить обе группировки. В сфере внешней политики у вьетнамского правительства хватало сил лишь на то, чтобы «держать на замке» границу с Китаем. На западных границах ситуация была менее прочной (так, в 1851 году княжество Чаннинь вновь отошло к Луангпхабангу). В отношении европейских государств Зык Тонг продолжал политику «закрытия портов» и усиливал практику изоляционизма. Усилились гонения на христиан.

#### Французское колониальное правление

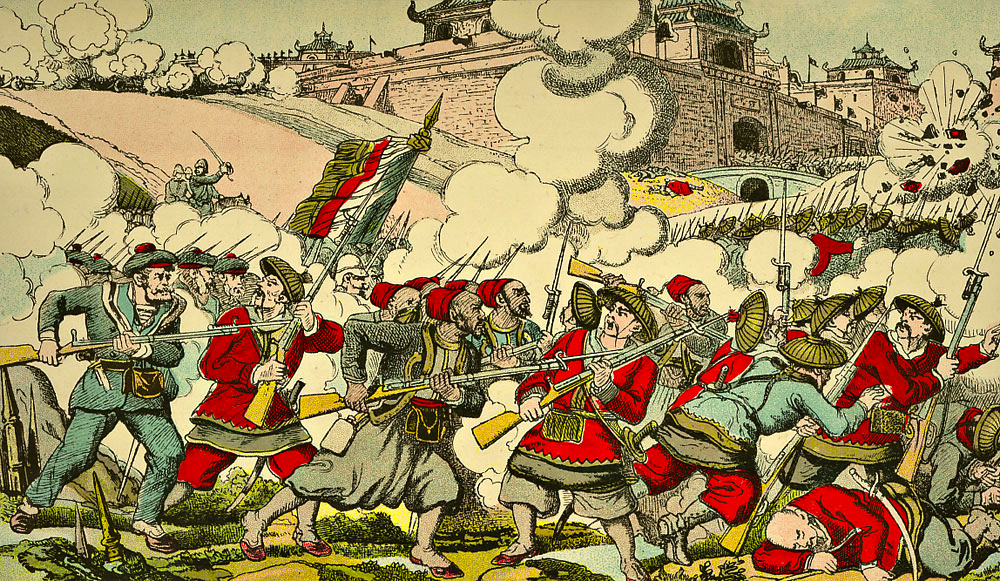
Захват цитадели Бак Нинь французами 12 марта 1884. Французская иллюстрация того времени.

1857—1884: захват страны (в том числе городов Дананга (1858), Нам Бо (1876) Сайгона (1859), Ханоя (1873)) французскими войсками. Франция подчинила в 1862 году три восточных и в 1867 году три западных провинции Кохинхины, которая с 1874 года получила статус колонии. Северная (Тонкин) и центральная (Аннам) части страны стали протекторатами. Все три области вместе с Лаосом и Камбоджей образовали Французский Индокитай, который новая власть стремилась консолидировать в административных отношениях с помощью общего бюджета и единой программы общественных работ. В колониальный период была введена государственная монополия на соль, спиртные напитки и опиум и стимулировалось строительство мостов и гужевых и железных дорог.
После двух франко-вьетнамских войн (1858—1862 и 1883—1884 гг.) Франция овладела Южным и Центральным Вьетнамом. Северный Вьетнам номинально находился в вассальной зависимости от Цинской династии, правившей в Китае. Во время франко-вьетнамской войны 1883—1884 гг. Франция захватила ряд пунктов, принадлежащих Цинской династии. 11 мая и 9 июня 1884 г. между Францией и Китаем была подписана конвенция, обязавшая Китай вывести из Вьетнама войска, введённые туда в 1882—1883 гг. Также Китай обещал признавать любые договоры, которые будут заключены между Францией и Вьетнамом. 6 июня 1884 Франция принудила Вьетнам заключить мирный договор, по которому она устанавливала протекторат над всем Вьетнамом. Но цинское правительство отказалось признать вьетнамо-французский мирный договор. В июне 1884 г. китайские войска уничтожили французские отряды, которые прибыли во Вьетнам для того, чтобы его занять согласно договору. Французское правительство это использовало как предлог к войне. Началась франко-китайская война. Несмотря на успехи китайских войск, император династии Цин предложил Франции сесть за стол переговоров. Тяньцзиньский франко-китайский договор 1885 был подписан 9 июня 1885 года. По этому договору Китай признавал Францию владычицей Вьетнама, выплачивал контрибуцию и предоставлял Франции ряд торговых привилегий в пограничных с Вьетнамом провинциях Юньнань и Гуанси. Теперь вся территория Вьетнама находилась под владычеством Третьей французской республики.
1860—1890-е — освободительное партизанское движение против колонизаторов.

## XX век

### Формальное правление династии Нгуен

#### Антиколониальное освободительное движение
3 февраля 1930 — основание Коммунистической партии Вьетнама Нгуеном Ай Куоком (Хо Ши Мин).
В 1930 году по инициативе Национальной партии Вьетнама, созданной по образцу Китайской национальной партии (Гоминьдан), вспыхнуло вооружённое Йенбайское восстание в районе на северо-запад от Ханоя. После его подавления движение сопротивления возглавила Коммунистическая партия Индокитая, созданная в 1930 году Хо Ши Мином. В период, когда во Франции при власти пребывал Народный фронт, вьетнамские коммунисты расширили своё влияние, принимали участие в Кохинхине и Сайгоне в выборах в местные органы управления. В 1940—1941 годы коммунисты возглавили неудачное восстание на юге и организовали волнения на севере.

#### Вторая мировая война
После капитуляции Франции, 22 сентября 1940 года Французский Индокитай был оккупирован японскими войсками. В этот период вьетнамские коммунисты предприняли несколько попыток поднять восстание: в сентябре-октябре 1940 года — в уезде Бакшон (Северный Вьетнам), в ноябре-декабре 1940 года — в Южном Вьетнаме и в январе 1941 года — в уезде До-лыонг (Центральный Вьетнам), которые были подавлены французскими войсками.
В мае 1941 года был создан Вьетминь. Первые опорные пункты Вьетминя были созданы активистами компартии Индокитая в провинции Каобанг и в уезде Бакшон провинции Лангшон. Именно здесь в конце 1941 года были сформированы первые ополченческие отряды спасения родины. Кроме того, до марта 1942 года в уезде Бакшон действовал крупный партизанский отряд.
Во время Второй мировой войны Вьетминь боролся как с японскими оккупантами, так и с подчинявшейся им французской колониальной администрацией. При этом, Вьетминь оказывал помощь странам антигитлеровской коалиции — в частности, передавая разведывательные данные о японских силах во Французском Индокитае.
- кроме того, во время Великой Отечественной войны в Красной Армии сражались пять вьетнамских интернационалистов — Выонг Тхук Тинь, Ли Тхук Тят, Ли Нам Тхань, Ли Ань Тао и Ли Фу Шан, они погибли в боях за оборону Москвы. За мужество и героизм, проявленный в боях, все они были награждены орденом Отечественной войны I степени (посмертно)[8].

##### Вьетнамская империя
9 марта 1945 года командование японских войск в Индокитае предъявило ультиматум французским войскам с требованием сдать оружие, а на следующий день, 10 марта 1945 года, окружив места дислокации французских сил, начало их интернирование. Из 37 тыс. французских колониальных войск (7 тыс. французов и 30 тыс. туземных военнослужащих), находившихся в это время в Индокитае, к границе с Китаем удалось прорваться 5 тысячам. Эти события изменили соотношение сил в регионе.
На территории Вьетнама было создано марионеточное прояпонское государство Вьетнамская империя во главе с императором Бао Даем. Оно просуществовало короткое время с 11 марта 1945 до 23 августа 1945 г.
Капитуляция Японии и окончание Второй Мировой войны вновь изменили соотношение сил в Индокитае.
13 августа 1945 года Вьетминь объявил о начале восстания. 19 августа 1945 года силы Вьетминя заняли Ханой и в дальнейшем установили власть над большей частью территории Вьетнама, не встречая сколько-нибудь значительного сопротивления. Тем не менее, поскольку Франция стремилась восстановить свой контроль над Индокитаем, столкновение стало неизбежным.
13 сентября 1945 года в Сайгоне началась высадка английской 20-й дивизии, командир которой принял капитуляцию японских войск в Индокитае, освободил ранее интернированных японцами чиновников французской колониальной администрации и военнослужащих французских колониальных войск, передал вооружение для 1,5 тысяч французских военнослужащих. Кроме того, Д. Грейси объявил, что он не признаёт деятельность органов Вьетминя. Кроме того, по распоряжению Грейси английские солдаты взяли под охрану ряд ключевых объектов в Сайгоне, заменив ранее находившиеся здесь отряды Вьетминя. Несколько дней спустя, англичане передали контроль над этими объектами французам.
В дальнейшем, на территорию Вьетнама к северу от 16-й параллели выдвинулся 200-тысячный экспедиционный корпус гоминьдана.

### Конец монархии во Вьетнаме. Внутривьетнамские войны

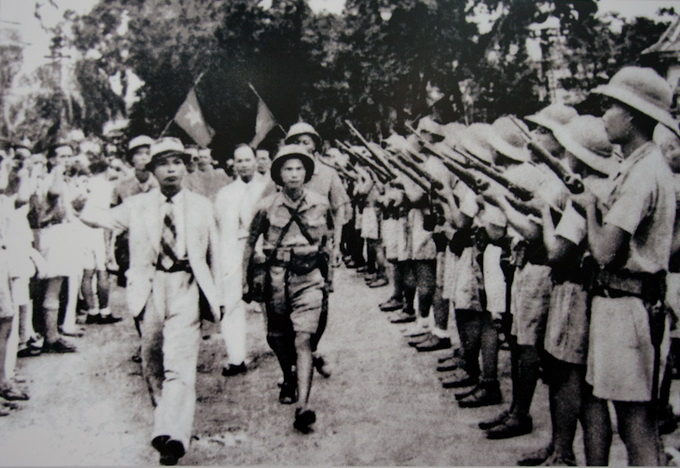
Вьетминь во время августовской революции

Август 1945 года — «Августовская революция». Император Бао Дай из династии Нгуенов отрёкся от власти. 2 сентября 1945 Вьетминь объявил о создании Демократической Республики Вьетнам (ДРВ) и сформировал временное правительство. Первым президентом ДРВ стал Хо Ши Мин, который одновременно возглавил правительство как премьер-министр.

#### Первая Индокитайская война
23 сентября 1945 — начало войны за реоккупацию Вьетнама Францией (Нам Бо). В соответствии с вьетнамско-французскими соглашениями 1946 года, Франция согласилась признать Демократическую Республику Вьетнам (ДРВ) как «независимое государство», которое имеет армию и парламент, в составе Индокитайской конфедерации и Французского Союза, то есть в составе Франции. Однако, в конце 1946 года Франция и Вьетминь обвинили друг друга в нарушении подписанных соглашений, и после нескольких конфликтов начали полномасштабную войну.
Первый серьёзный конфликт, предвестник войны, произошёл 20 ноября 1946 года, когда французы обстреляли и оккупировали Хайфон и Лангшон. В результате этого конфликта вьетнамцы потеряли, по информации французской стороны, 6000 человек, а по заявлениям Вьетминя — 20 000. Также, потеряли силу все заключённые ранее вьетнамо-французские соглашения. Испробовав все меры, 18—19 декабря 1946 ЦК КПИК в Ванфуке провело заседание, на котором было принято решение развернуть «Войну Сопротивления» по всей стране. В тот же день, 19 декабря, начались бои, которые не прекращались и в январе 1947-го. Началась «всенародная, всесторонняя и длительная война» с затяжным партизанским характером.
В 1947 г. французский экспедиционный корпус насчитывал приблизительно 115 тыс. человек (во всём Индокитае). Корпус включал части кадровой армии французской республики, колониальные войска и иностранные легионы. Кроме пехоты, армия французской стороны включала танковые и парашютно-десантные части, флот, авиацию. Армия Вьетминя в том же году включала приблизительно 80—100 тыс. человек, из которых 50 тыс. составляли регулярную армию, и 30—50 тыс. насчитывали региональные силы и партизанские формирования. Вооружение Вьетнамской Народной армии было в основном лёгким. Танков, самолётов, кораблей военного флота армия не имела до конца войны.
На первом этапе войны военное и политическое руководство Вьетминя избегало крупных боёв, стремясь выиграть время для завершения создания ещё не до конца сформированной регулярной армии и «нагулять» боевой опыт. Войска ДРВ на этом этапе оставили основные города и провинциальные центры; боевые действия были перенесены в деревни, горы и леса. Французский экспедиционный корпус оккупировал большую часть городов (в том числе Ханой — 17 февраля 1947 г.) и прибрежных районов. Главной ареной боёв стал северный Вьетнам, особенно Красная река и прилегающие районы, где сконцентрировались силы Вьетминя и сосредоточилась военная мощь французов. Осенью 1947 г. французы во главе с генералом Жаном Этьен Валлюи предприняли попытку захватить штаб-квартиру руководства Вьетминя, находящегося тогда во Вьет-баке. Операция получила кодовое название «LEA». Но французы потерпели крупное поражение и вынуждены были отступить, неся большие потери.
После поражения во Вьет-баке французское командование решило изменить стратегию. Франция отказалась от наступательных операций, перешла к стратегической обороне оккупированных им районов ДРВ, и решила «воевать против вьетнамцев руками самих же вьетнамцев». В мае 1948 г. колонизаторы образовали на оккупированной территории марионеточное правительство Нгуен Сюана, а через год объявили о создании государства Вьетнам во главе с бывшим императором Бао Даем (последний представитель династии Нгуенов), которому к 1950 г. «удалось сколотить армию в 122 тыс. человек». Численность французского экспедиционного корпуса к концу 1948 года была доведена до 150 тыс. солдат. Но, несмотря на возрастающую мощь французских колонизаторов, а также помощь им со стороны США, Вьетминь, мобилизовав силы вьетнамского народа, вёл активное сопротивление; в 1948—1950 годах в войне наступил период равновесия сил.
В период затишья, в 1948—1950 гг., когда не велись крупные военные кампании, на территориях, подконтрольных ДРВ, начали проводить аграрные преобразования и проводить меры по усилению армии и закреплению своей власти. Были изданы декреты о конфискации земель французских колонизаторов и вьетнамских «предателей» и о передаче их во временное пользование бедным крестьянам (1 июля 1949), о снижении арендной платы за землю на 25 % (14 июля 1949), об арендных отношениях и уменьшении долговых процентов (22 мая 1950) и др. В марте 1950 началась национализация минеральных богатств страны, основных ирригационных систем, лесных массивов и путей сообщенияГенерал Во Нгуен Зяп, один из главнокомандующих армии ДРВ, организовал перевод лучших бойцов из партизанских отрядов в регулярную армию, что позволило увеличить количество батальонов в 1948—1951 гг. с 32 до 117. Декретом от 4 ноября 1949 г. была введена всеобщая обязательная военная служба. Также, Зяп усовершенствовал управление военными округами, реформировал структуру главного штаба, создал мастерские для изготовления военного снаряжения. Была организована система доставки военных грузов по всей стране при помощи носильщиков — «кули». Чтобы изучить новую тактику боя, которая пришла на замену партизанской технике «ударь и беги», были организованы школы по подготовке военных кадров, в чём Вьетминю значительно помог Китай, с которым в 1950 г. были установлены дипломатические отношения (в том же году были установлены дипломатические отношения и с СССР). Проводилось политическое просвещение и воспитание солдат. В конце 1949 г. Зяп организовал части главных сил в дивизии, что означает переход армии из категории «любителей» в «профессионалы».

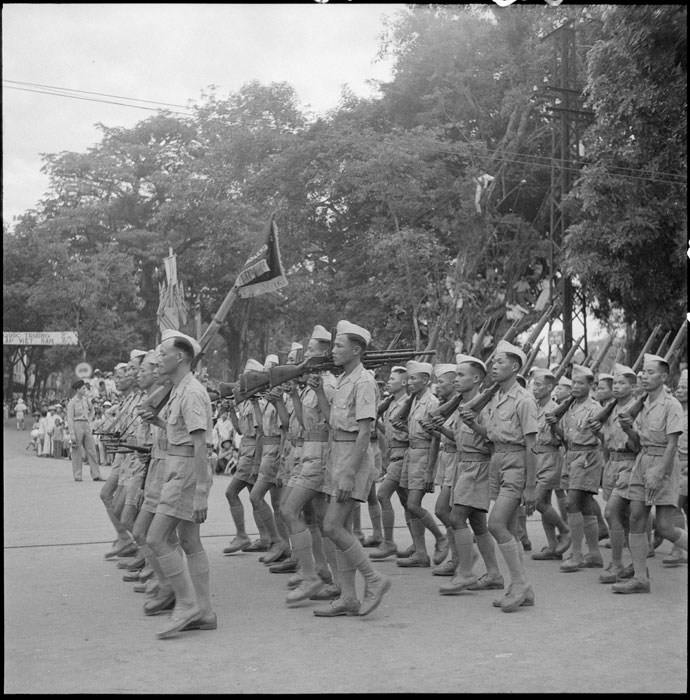
Парад батальона вьетнамской народной армии в Ханое 14 июля 1951 г.

В 1950 году в ходе войны наступил переломный момент. Ещё в 1949 г. Вьетминь совершил первые «учебные» попытки наступательных операций, атаковав французские форты в окрестностях Лаокая. В 1950 Вьетминь начал наступательные операции с целью расчистить территории, приграничные с Китаем, для открытия коридора, по которому в ДРВ могла бы поступать помощь от социалистических стран. В результате рейда был освобождён обширный район северного Вьетнама. В 1951 г. Зяп начал кампанию всеобщего контрнаступления, но она завершилась провалом и большими потерями.
В феврале 1951 2-й съезд КПИК принял решение о переименовании КПИК в Партию трудящихся Вьетнама (ПТВ), которая стала действовать как официально существующая организация. В марте 1951 произошло слияние Вьетминя и Льен-Вьета в единый национальный Фронт Льен-Вьет. Также, проводились экономические реформы. В мае 1951 был создан Национальный банк Вьетнама, проведена денежная реформа, организована служба государственной торговли. Унифицировалась система налогообложения, принимались меры по уменьшению инфляции, роста цен, пресечению спекуляции.
В это же время начинается прямое вмешательство в войну со стороны США на стороне Франции. В 1950 г. во французские части прибыла постоянная военная миссия США (MAAG), были доставлены подкрепления из Северной Африки и метрополии, большое количество американского оружия и военной техники. Американская помощь составила в 1950 и 1951 15 % всех военных расходов французских оккупантов во Вьетнаме, в 1952 — 35 %, в 1953 — 45 %, в 1954 — 80 %. К концу войны (1953 г.) французский экспедиционный корпус насчитывал 250 тыс. человек, а численность марионеточных войск к концу войны составляла около 215 тыс. человек (по другим оценкам 245 тыс. и 150 тыс. человек соответственно). Вьетнамская народная армия также значительно подросла: в 1953 г. она составляла 110—125 тыс. человек в составе регулярной армии, 60-75 тыс. человек в региональных силах, и 120—200 тыс. ополченцев и партизан (250 тыс. партизан и ополченцев по другому источнику).

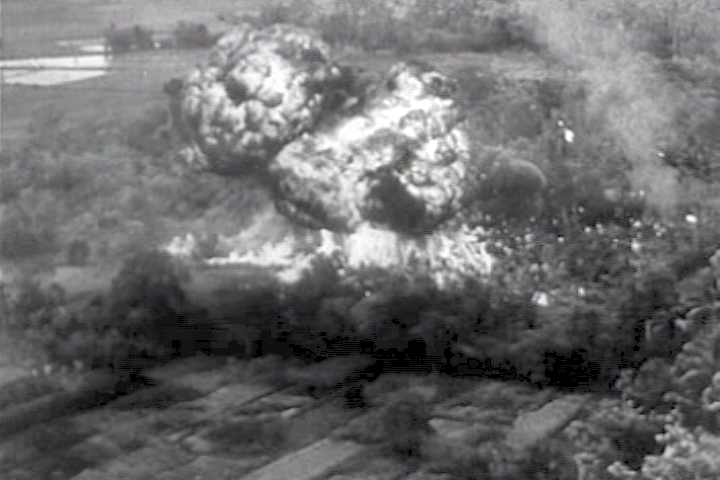
Самолёт французской авиации F8F Биркэт сбрасывает напалм на артиллерию Вьетминя во время операции Муэтэ (ноябрь 1953 г.)

В 1952 г. французское командование, во главе с генералом Раулем Саланом предприняло операцию «LORRAINE» — наступление на базы снабжения Зяпа во Вьетбаке. Но операция провалилась, французский корпус не добился желаемого результата и понёс большие потери. В мае 1953 года на место генерала Салана назначили генерала Анри Наварра.

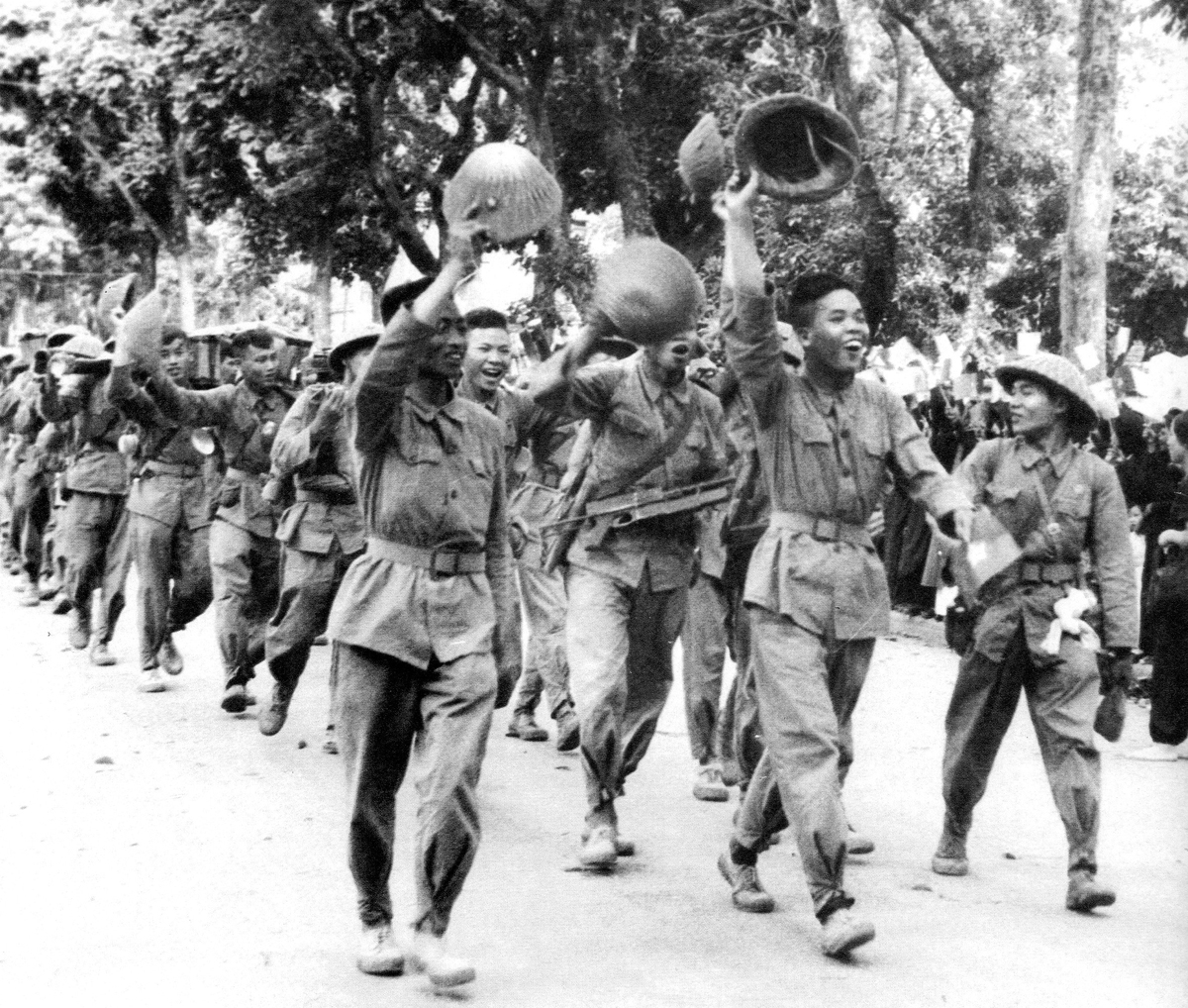
Солдаты Вьетминя идут в победном параде по улицам Ханоя 9 октября 1954 г.

В 1953 Вьетнамская народная армия начала всеобщее наступление на всех фронтах, которое продолжалось до июля 1954 года. Весной 1954 она разгромила силы французской колониальной армии в битве при Дьенбьенфу, ставшей самой крупной победой ДРВ в Войне Сопротивления. Крупные военные поражения и антивоенные протесты в самой Франции вынудили французское правительство пойти на переговоры об урегулировании индокитайской проблемы. В июле 1954 г. на Женевской конференции были подписаны соглашения о восстановлении мира в Индокитае. Соглашения предусматривали, что вооружённые силы ДРВ и Франции прекратят огонь и в течение 300 дней завершат перегруппировку войск в двух зонах, соответственно к северу и к югу от демаркационной линии, установленной приблизительно по 17-й параллели. Через 2 года предусматривалось проведение всеобщих выборов, которые должны были сформировать единое правительство Вьетнама и завершить объединение страны. Подписание Женевских соглашений означало международное признание суверенитета и независимости Вьетнама.

#### Разделение Вьетнама
20 июля 1954 — подписание Женевской конвенции по Вьетнаму. В работе совета приняли участие представители США, Франции, Великобритании, СССР, Китая, Лаоса, Камбоджи и двух вьетнамских правительств: Бао Дая (Южного Вьетнама) и Вьетминя (Северного Вьетнама). Договором о прекращении военных действий между Францией и Вьетминем, подписанным в июле 1954 года, предусматривалось временное разделение государства по 17-й параллели; проведение в июле 1956 года выборов, необходимых для объединения Северного и Южного Вьетнама; выведение французских военных подразделений с Севера и запрет наращивания вооружений в любой из зон; создание международной комиссии для наблюдения за выполнением договора. Из 1,5 миллиона католиков Севера не менее 600 тысяч воспользовались возможностью уйти вместе с французскими войсками.
Таким образом, было признано существование двух независимых государств — Демократической Республики Вьетнам (Северный Вьетнам) и Государства Вьетнам (Южный Вьетнам). Северный Вьетнам сохранил на последующие годы основные государственные структуры ДРВ, которые начали формироваться ещё в 1946 году, и провозгласил линию на строительство социализма под руководством Коммунистической партии и президента Хо Ши Мина. В Южном Вьетнаме Нго Динь Зьем сместил в 1955 году Бао Дая, провозгласил Республику Вьетнам и стал президентом.

#### Становление тоталитаризма в ДРВ
В декабре 1953 года в районах, контролировавшихся коммунистами, началась аграрная реформа. До конца 1954 года она распространилась на всю территорию ДРВ и продолжалась до 1956 года. Во Вьетнаме сельская элита, стремившаяся к национальному освобождению, поддерживала Вьетминь, несмотря на это она подверглась репрессиям. В каждой деревне активисты «разогревали» (иногда при помощи театрализованных представлений) бедняков и середняков, после чего начиналось осуждение «классовых врагов», иногда выбранных произвольно (следовало соблюдать квоту — 4 %—5 % населения). Осуждённых ждала смерть или заключение с конфискацией имущества.
Затем последовала чистка партии, её апогей пришёлся на начало 1956 года. Число казней в сельской местности оценивается в 50 тысяч, что составляет 0,3 %—0,4 % всего населения. Количество заключённых оценивается в 50-100 тысяч человек; в сельских партячейках было подвергнуто «чистке» 86 % состава, среди участников антифранцузского сопротивления — до 95 %.
Кратковременная идеологическая оттепель под влиянием XX съезда КПСС в апреле 1956 уже в декабре завершилась запрещением литературно-критических журналов, а в 1958 году после принудительной «самокритики» были заключены в лагерь 476 «саботажников идеологического фронта».
ПТВ в начале советско-китайского идеологического противостояния заняла прокитайские позиции, вследствие чего в 1963—1965 годах, а затем в 1967 году чисткам подверглись «просоветские» кадры. Всего были репрессированы несколько сотен человек, некоторые из них находились в лагере без суда по 10 лет.

#### Вторая Индокитайская война
1957—1960 — ранний период гражданской войны в Южном Вьетнаме.
1959 — Северный Вьетнам начинает направлять южным партизанам оружие, а впоследствии — и подразделения своей регулярной армии.
1960 — создан прокоммунистический Национальный фронт освобождения Южного Вьетнама (НФОЮВ). В городах некоммунистические оппозиционные группировки выступали против Нго Динь Зьема. Буддисты обвиняли режим в дискриминационной политике, имело место самосожжение буддистских монахов и монахинь.
Нго Динь Зьему удалось справиться с противодействием военной элиты, сект каодай и хоахао и партии Дай Вьет, и он был переизбран в 1961 году. Сайгонские власти стремились дискредитировать Вьетминь в глазах его сторонников, которые остались на Юге, но столкнулись с активным военным противостоянием во многих сельских районах, особенно в Кохинхине.
1961—1963 — начало вмешательства США. 1 ноября 1963 года военные сместили Нго Динь Зьема, началась серия переворотов. Протесты буддистов, католиков и студентов продолжались, пока в конце 1964 года не было восстановлено гражданское правление.
Март 1965 — США начали воздушные бомбардировки Северного Вьетнама, чтобы подорвать военную мощь страны и оказать политическое давление, заставив северовьетнамское руководство отказаться от поддержки партизан на юге.
В июле 1965 года должность главы государства занял генерал Нгуен Ван Тхиеу, а должность премьер-министра — генерал Нгуен Као Ки. В 1966 году Собрание приняло одобренную военными Конституцию, которая вступила в силу 1 апреля 1967 года. В сентябре прошли президентские выборы. Нгуен Ван Тхиеу и Нгуен Као Ки по результатам голосования стали соответственно президентом и вице-президентом. В предвыборной кампании не приняло участие около трети населения, живших на территории, подконтрольной НФОЮВ. Тем временем расширялся масштаб боевых действий.
Американские военные советники находились на Юге с 1960 года, тем не менее НФОЮВ был близок к победе. В 1965 году США направили армейские соединения на помощь сайгонским властям, нанесли первые авиационные удары по территории Северного Вьетнама и усилили бомбардировки в Южном Вьетнаме. НФОЮВ получил военное подкрепление с Севера, помощь которому оказывали СССР и Китай. Американское военное присутствие временно стабилизировало ситуацию, но в начале 1968 года подразделения НФОЮВ и Северного Вьетнама провели боевые операции почти во всех крупных южновьетнамских городах. В мае начались мирные переговоры между представителями США и Северного Вьетнама. Начался постепенный вывод с Юга американских военнослужащих, численность которых на пике войны достигала почти 550 тыс. человек. Летом 1969 года в освобождённых районах Южного Вьетнама была создана народно-революционная администрация. 6-8 июня на Конгрессе народных представителей была провозглашена Республика Южный Вьетнам (РЮВ) и создано Временное революционное правительство.
Серьёзные конфликты происходили и во внутренней политике Северного Вьетнама. В руководстве компартии выделялись сторонники максимально жёсткого курса и более умеренная группа. В 1967 году председатель Центральной организационной комиссии ЦК Ле Дык Тхо и министр общественной безопасности Чан Куок Хоан — при участии секретаря ЦК Ле Зуана и с согласия Хо Ши Мина — организовали кампанию репрессий против «антипартийной группы» умеренных и сторонников министра обороны Во Нгуен Зиапа.
В 1969 году умер Хо Ши Мин, полномочия руководителя Северного Вьетнама перешли к Ле Зуану.
С 1969 по 1971 годы южновьетнамская армия расширила подконтрольную зону. США в это время вывели свои войска из страны, компенсировав эти шаги бомбардировкой с воздуха. В 1971 году Тхиеу был переизбран на должность президента Южного Вьетнама. Весной 1972 года коммунисты начали большое наступление, которое развивалось достаточно успешно, пока не было остановлено действиями американской авиации и контрударами южновьетнамских войск. В ответ США стали чаще осуществлять воздушные налёты и провели минирование северовьетнамских портов, морских и речных путей. В конце года США организовали массированные бомбардировки городов Северного Вьетнама.
27 января 1973 года четыре стороны, вовлечённые в войну, подписали в Париже мирный договор, предусматривающий прекращение огня на Юге, признание 17-й параллели как временной демаркационной линии и выведение из страны американских войск. Был предусмотрен созыв Национального совета и проведение выборов, которые должны были решить судьбу южновьетнамского правительства.
1973—1975 — продолжение войны на юге Нгуеном Ваном Тхиеу. Последние американские соединения оставили Вьетнам в марте 1973 года, но политические статьи договора так и не были выполнены. Сайгонская администрация попыталась собственными силами провести выборную кампанию, против чего выступило Временное революционное правительство, которое предлагало создать трёхсторонний совет. Кроме того, не прекращались боевые действия. В марте 1975 года северовьетнамская армия развернула новое крупное наступление. Через несколько недель она окружила Сайгон. Нгуен Ван Тхиеу подал в отставку 21 апреля, а 30 апреля 1975 года сайгонские войска капитулировали.

### Воссоединение Вьетнама. Социалистическая Республика Вьетнам
Летом и осенью 1975 года коммунисты национализировали банки и крупные предприятия Юга. В апреле 1976 года были проведены общегосударственные выборы в Национальное собрание единого Вьетнама.
2 июля 1976 года — официальное воссоединение Вьетнама, указ Национальной Ассамблеи о создании Социалистической Республики Вьетнам.
20 сентября 1977 — принятие Вьетнама в ООН.
3 ноября 1978 — подписание договора о дружбе и партнёрстве с Советским Союзом.

#### Лагеря перевоспитания
Уже в начале июня 1975 года бывших чиновников и военнослужащих Южного Вьетнама стали вызывать на «перевоспитание». «Перевоспитание» проходило в лагерях; для рядовых солдат оно длилось 3 года, для офицеров и крупных чиновников — 7-8 лет, последние из «перевоспитанных» были освобождены в 1986 году. Глава правительства Фам Ван Донг в 1980 году признал, что на перевоспитание было отправлено 200 тысяч жителей Юга, по экспертным оценкам, их насчитывалось от 500 тысяч до 1 миллиона, в том числе студенты, интеллигенция, священнослужители (особенно буддийские, но также и католики), политические деятели (среди них были и коммунисты), многие из которых симпатизировали сторонникам северовьетнамских коммунистов из НФОЮВ. Как и в 1954-56 годах, «перековке» были подвергнуты вчерашние попутчики.

#### «Люди в лодках»
Повсеместная паника и массовое дезертирство перед падением Сайгона вызвали огромную волну вьетнамских беженцев. Немногие имели знакомства или деньги, чтобы купить иностранную визу. Большинство беженцев были небогаты и пускались в рискованный путь на лодках или маленьких судах. Многие из них погибли в море. На Западе они стали известны под названием «люди в лодках».
Бегство южновьетнамцев продолжилось и после падения Сайгона из-за репрессий. В 1978—1980 годы страну покинули около 750 тыс. человек (больше половины из них — этнические китайцы).
По информации Верховного комиссара ООН по делам беженцев, к 1986 году 929 600 «людей в лодках» завершили плавание успешно, а около 250 тысяч погибли в море.

#### Третья Индокитайская война
В конце 1970-х годов Вьетнам установил тесные связи с Советским Союзом. Социалистическая перестройка экономики на Юге нанесла ущерб прежде всего большой китайской диаспоре во Вьетнаме. Её конфликты с вьетнамцами приняли форму межэтнической вражды и негативно повлияли на отношения Вьетнама и Китая. Кроме того, Китай выступил на стороне антивьетнамского режима Пол Пота в Камбодже, который развязал необъявленную войну против Вьетнама. В декабре 1978 года вьетнамские войска вошли в Камбоджу и до начала 1979 года оккупировали большую часть её территории.
В феврале—марте 1979 года произошла китайско-вьетнамская война — первая в истории война между социалистическими странами, которая хотя и относительно быстро завершилась, но повлекла за собой последствия в виде периодических китайско-вьетнамских вооружённых столкновений, которые продолжались до самого распада СССР, окончания советско-китайского противостояния и завершения всей глобальной Холодной войны в 1991 году.
После этого на китайско-вьетнамской границе периодически происходили вооружённые инциденты. Война обострила и внутриполитическую ситуацию во Вьетнаме: бывший член политбюро Хоанг Ван Хоан бежал в Китай, партийное руководство осуществило очередную политическую «чистку рядов».

#### Политика обновления «Дой Мой»
Стремление вьетнамских властей осуществить социалистические преобразования уже в конце 1970-х годов привело к негативным последствиям, в частности, появлению новой волны эмигрантов из страны. В 1980-е годы антикоммунистическая политэмиграция и подполье пыталась оказывать вооружённое сопротивление. Наиболее масштабными были действия эмигрантско-повстанческого формирования Национальный объединённый фронт освобождения Вьетнама под командованием бывших южновьетнамских офицеров Хоанг Ко Миня и Ле Хонга. Последней вооружённой акцией повстанцев из-за рубежа был рейд под командованием Дао Ба Ке в августе 1989 года.
Такие попытки жёстко подавлялись властями. Правительство в Ханое концентрировало все усилия на военных акциях и полностью зависело от помощи СССР. Экономика юга страны, которая до 1975 года базировалась на частном предпринимательстве, время от времени подпитывалась за счёт больших денежных вливаний.
В 1980-х годах правительство склонялось к более прагматичному курсу, предоставив свободу действий местным плановым органам, сняв ограничения для развития товарных отношений и позволив крестьянам продавать часть продукции на рынке. Однако, в середине десятилетия огромный бюджетный дефицит и эмиссия породили инфляцию.
6-й съезд Коммунистической партии в декабре 1986 стал поворотным в истории Вьетнама. На нём к власти пришло реформаторское крыло, представитель которого Нгуен Ван Линь был избран на пост генерального секретаря вместо консервативного Чыонг Тиня, продержавшегося во главе партии лишь полгода после смерти Ле Зуана. Ле Зуан стал последним руководителем партии, умершим на этом посту, в дальнейшем утвердилась практика отправлять генеральных секретарей в отставку по состоянию здоровья. Но главным решением партии стало начало политики обновления (по-вьетнамски «Дой Мой»), суть которой сводилась к развитию всех социально-экономических укладов, в том числе частного, поощрению личной инициативы, ослаблению механизма централизованного управления народным хозяйством, а также к политике «открытых дверей» во внешнеэкономических связях. Политика обновления получила дальнейшее развитие на следующих съездах КПВ.
В 1987—1989 шли дискуссии о демократизации, вопросы идейно-политической линии обсуждались на трёх пленумах ЦК КПВ: VI (март 1989 г.), VII (август 1989 г.) и VIII (март 1990 г.). Верх взяли те идеологи КПВ, которые считали, что плюрализм приведёт к отказу от социалистической перспективы, породит хаос и анархию. Сторонник политического плюрализма член Политбюро Чан Суан Бать на VIII пленуме ЦК КПВ был исключён из партии, как лидер антипартийной группировки, было признано необходимым сохранить однопартийную систему. В ноябре 1988 года были распущены Социалистическая и Демократическая партии, сохранявшие формальную самостоятельность.
В декабре 1987 года был принят Закон об иностранных инвестициях, разрешивший создавать предприятия как смешанного типа, где зарубежный капитал должен составлять не менее 30 % уставного капитала, так и целиком иностранного происхождения. Банковская система Вьетнама с апреля 1988 года стала двухуровневой, помимо Государственного банка Вьетнама правительство начало создавать специализированные госбанки и разрешило создание частных банков. В 1989 году в стране была принята долгосрочная программа проведения радикальных реформ, включая меры по борьбе с инфляцией, либерализацию банковского и других отраслей законодательства и стимулирование частного сектора в промышленности. Уже в 1989 году 90 % цен были дерегулированы, девальвирован донг, множество
обменных курсов заменены единым.
Состоявшийся в июне 1991 года 7-й партийный съезд подтвердил необходимость развития на путях рыночной экономики при сохранении социалистического ориентира общего движения страны. Это нашло своё отражение в принятых на съезде документах, в том числе партийной программе, уставе и «Стратегии социально-экономической стабилизации и развития в 1991—2000 гг.», а также в Конституции 1992 года, в которой признавались многоукладность экономики, право на частную собственность, давались гарантии от национализации иностранным инвесторам. На съезде произошла замена лидера партии. Генеральным секретарём ЦК КПВ был избран До Мыой.
Поражение социализма в Восточной Европе и разрушение Советского Союза в 1991 привело к ускорению экономических реформ и внешнеполитической переориентации страны. В 1989 году были выведены вьетнамские войска из Камбоджи. В 1990 году генсек Нгуен Ван Линь тайно посетил КНР впервые после китайско-вьетнамской войны. В 1991 году были полностью нормализованы отношения с Китаем. Вьетнамская дипломатия делала настойчивые шаги по налаживанию связей со странами — членами АСЕАН, 28 июля 1995 Вьетнам становится членом АСЕАН. 3 февраля 1994 США сняли торговое эмбарго. 11 июля 1995 — объявлено об установлении дипломатических отношений США с Вьетнамом.
Закон о земле (1993 г.) дал право крестьянам распоряжаться полученным от государства наделом (земля по Конституции является собственностью государства) следующим образом. Он может его дарить, обменивать, передавать по наследству, закладывать, сдавать в аренду. Право на пользование землёй предоставлялось на 20 лет тем, кто выращивает рис, и на 50 лет на участках под технические культуры. В 1998 году в Закон о земле были внесены поправки, облегчившие переход земельных участков от одного хозяина к другому (в том числе за деньги), их передачу в залог, увеличили сроки пользования землёй до 50, а в некоторых случаях до 70 лет.

## XXI век
19—22 апреля 2001 года состоялся 9-й съезд КПВ, на нём генеральным секретарём избран Нонг Дык Мань, представитель четвёртого поколения руководителей Вьетнама.
2004 — проведение ежегодного саммита АСЕАН-ЕС в Ханое.
На пленуме ЦК КПВ в июле 2005 года было принято решение, согласно которому члены партии могут заниматься предпринимательской деятельностью, это было подтверждено на 10-м съезде КПВ. Также было разрешено вступать в партию беспартийным бизнесменам. Предприниматели-члены КПВ не должны заниматься эксплуатацией трудящихся при осуществлении своей предпринимательской деятельности.
2007 — вступление Вьетнама в ВТО.
В августе 2007 года Центр торговли ценными бумагами г. Хошимина, созданный в 2000 году, был трансформирован в Фондовую биржу Хошимина, крупнейшую биржу страны. Аналогичный центр в Ханое был преобразован в Ханойскую фондовую биржу.
2011 — генеральным секретарём ЦК КПВ становится Нгуен Фу Чонг.
В 2012 году по данным журнала Forbes во Вьетнаме появился первый миллиардер — Фам Нят Выонг.
2016 — президентом СРВ становится Чан Дай Куанг; на посту министра общественной безопасности его сменяет То Лам.
2018 — смерть президента Чан Дай Куанга, в исполнение обязанностей вступила Данг Тхи Нгок Тхинь. 23 октября 2018 года президентом Вьетнама избран генеральный секретарь ЦК КПВ Нгуен Фу Чонг. Комментаторы отметили, что впервые после Хо Ши Мина произошло совмещение высших постов в партии и государстве (статус Чыонг Тиня как председателя Госсовета СРВ не был равнозначен президентскому).